# Howard Davis
Howard Davis (Jamaica, 27 de abril de 1967) es un atleta jamaicano retirado, especializado en la prueba de 4x400 m en la que llegó a ser subcampeón olímpico en 1988.

## Carrera deportiva
En los JJ. OO. de Seúl 1988 ganó la medalla de plata en los 4x400 metros, con un tiempo de 3:00.30 segundos, llegando a meta tras Estados Unidos y por delante de Alemania Occidental, siendo sus compañeros de equipo: Devon Morris, Winthrop Graham, Bert Cameron, Trevor Graham y Howard Burnett.